# 嘉恒
嘉恒，镶黄旗汉军人，清朝政治人物。监生出身。
嘉恒曾于道光十六年(1836年)接替邓傅安任建宁府知府一职，咸丰年间(1851～1861年)由邓菽原接任。